# Charles Jackson
Charles Reginald Jackson (6. dubna 1903, Summit, New Jersey – 21. září 1968, New York, New York) byl americký spisovatel, autor bestselleru Ztracený víkend.

## Osobní život
Jackson se narodil ve městě Summit v americkém státě New Jersey jako třetí z pěti dětí. Jeho otec, Frederick George Jackson odešel od rodiny, když bylo Jacksonovi 12 let, o rok později (1916) zemřela jeho jediná sestra a mladší bratr při autohavárii. Jackson maturoval v roce 1921 na střední škole v Newarku, stát New York. Poté pracoval v místních novinách Newark Courier, v roce 1924 odešel do Chicaga, kde pracoval v knihkupectví. Brzy na to se přestěhoval do New Yorku, kde začal pracovat v knihkupectví Doubleday. V letech 1927 až 1931 se dlouhodobě léčil s tuberkulózou (mj. ve švýcarském Davosu). Na začátku 30. let se vrátil do New Yorku, v době krize však nemohl najít práci a podlehl alkoholismu. V roce 1936 se ze své závislosti dostal a získal práci v rozhlase jako scenárista. Roku 1938 se oženil s Rhodou Boothovou, o rok později publikoval svou první povídku nazvanou Palm Sunday v časopisu Partisan Review. V lednu 1944 vydal svůj debut, knihu Ztracený víkend (The Lost Weekend).
Po vydání a ohromujícím úspěchu Ztraceného víkendu se Jackson přestěhoval s manželkou a dvěma dcerami do nově koupeného domu v Orfordu, stát New Haven. Nadále pokračoval ve psaní, během 40. let publikoval řadu povídek a dva romány, ale nikdy nedosáhl již takového úspěchu jako se svou první knihou. V průběhu další dekády Jackson opět propadl alkoholismu, musel prodat dům v Orfordu a přestěhovat se do Connecticutu. Finanční situaci nezachránily ani dva knižní výbory z povídek, vydané na počátku 50. let.
V září 1968 se Jackson zastřelil ve svém bytě v newyorské rezidenci Chelsea Hotel.

## Ztracený víkend
Ztracený víkend je psychologická (a zčásti zřetelně autobiografická) studie o alkoholismu, časově omezená jen na pár dní. Hlavní hrdina Don Birnam prochází drsnou cestou alkoholika, jeho příběh je navíc umocněn klinickými stavy propíjení se do bdělosti, propadání do narcismu a sebelítosti, ale i do vlastního odstupu od sebe i psychoanalýzy. Pětidenní pijácká cesta zaujala hned po vydání režiséra Billyho Wildera, který natočil v roce 1945 velmi úspěšnou adaptaci. Hlavní roli ztvárnil Ray Milland, film získal mj. Velkou cenu na Filmovém festivalu v Cannes v roce 1946. Snímek byl též nominován na Oscara v sedmi kategoriích, ze kterých získal nakonec čtyři (nejlepší film, nejlepší režisér, nejlepší herec a nejlepší scénář). Kniha byla díky úspěchu přeložena do mnoha jazyků, česky vyšla na konci ledna roku 1948 v překladu Viléma Wernera.

## Dílo
I další Jacksonovy knihy jsou na svou dobu velmi konfrontační a v mnohém předbíhající tematicky svou dobu. Například v románu Hrdinův pád (The fall of valor) se autor věnuje homosexualitě. Příběh se odehrává v roce 1946 a hlavním hrdinou je čtyřiačtyřicetiletý anglický profesor John Grandin, který je latentní homosexuál. Když jeho manželka odjede na prázdniny, potká válečného veterána Cliffa, který byl u námořnictva. Zamiluje se do něj a je postaven do musí vyřešit svůj vlastní život. Opět se – podobně jako ve Ztraceném víkendu – zde objevují autobiografické prvky. Vedle dvou výběrů povídek se Jackson vrátil do literatury až v roce 1967, kdy vyšla jeho další kniha Život z bazaru (A second-hand life), kterou ovšem začal psát již v roce 1953. I když měla docela slušný komerční úspěch, nesetkala se s příznivou kritickou recepcí, což Jacksona ještě více uvrhlo do depresí, způsobených mj. jeho špatným zdravotním stavem. Jejich výsledkem byla autorova sebevražda.